# Miroslav Slepička
Miroslav Slepička (Příbram, 10 november 1981) is een Tsjechische voetballer die speelt in de aanval. Na in eigen land voor topclubs als FC Slovan Liberec en Sparta Praag te hebben gespeeld, maakte hij in 2008 de overstap naar het Kroatische Dinamo Zagreb. Ondertussen speelde hij ook al enkele keren voor het nationale elftal van Tsjechië. In 2011 keerde hij terug naar Sparta Praag. In 2014 speelde hij in India voor Goa. Vervolgens kwam hij uit voor FC Pisek, FC MAS Táborsko en 1. FK Příbram.

## FC Marila Příbram
In het seizoen 2000/2001 maakte Miroslav Slepička zijn opwachting in de selectie van zijn eerste professionele voetbalclub. Het was FC Marila Příbram die hem dat seizoen een professioneel contract aanbood, nadat hij er sinds 1991 in de jeugdopleiding had gezeten. Slepička kwam bij onder andere een latere trainer, Horst Siegl, en een toekomstig teamgenoot bij Sparta Praag, Marek Kulič, in de selectie. Desondanks zou hij dat hele seizoen geen competitiewedstrijden spelen voor Marila Příbram. Zowel oorzaak als gevolg hiervan waren dat de aanvaller halverwege het seizoen uitgeleend zou worden aan de kleine club ZD Milín. Ook daar zou hij echter niet in actie komen. Gelukkig voor Slepička kreeg hij na zijn huurperiode in het daaropvolgende seizoen, 2001/2002, toch de kans bij Marila Příbram. Hij speelde negentien wedstrijden voor de club. Ondanks dat hij als aanvaller niet wist te scoren, trok hij toch de aandacht van andere Tsjechische clubs. Nog in de winterstop van hetzelfde seizoen vertrok Slepička dan ook bij Marila Příbram.

## FC Slovan Liberec
Vanaf de tweede helft van het seizoen 2001/2002 zouden de voetbalkunsten van Miroslav Slepička in het Stadion u Nisy te bewonderen zijn. Het was namelijk FC Slovan Liberec dat de aanvaller van Marila Příbram overnam. Ondanks dat hij in het resterende deel van die jaargang slechts twee keer zou spelen voor de Noord-Tsjechische club, zou hij uitgroeien tot een van de belangrijkste spelers in de daaropvolgende jaren. Als buitenspeler verkreeg hij namelijk een basisplaats bij Slovan Liberec. Dit had als gevolg dat zijn succes niet werd bepaald door het aantal doelpunten dat hij maakte, maar door de vele assists die hij gaf. Met elk seizoen zou Slepička desalniettemin vaker scoren voor de club. Ondanks dat kon hij er niet voor zorgen dat de prestatie van het seizoen 2001/2002 overtroffen zou worden. Toen werd Liberec namelijk kampioen van Tsjechië, terwijl de hoogste notering met Slepička in de gelederen sindsdien de vierde plek was. Toen Liberec in het seizoen 2005/2006 opnieuw kampioen werd, was dat net het eerste seizoen dat Miroslav Slepička niet meer bij de club speelde. Voor Slovan Liberec scoorde hij in 86 competitiewedstrijden twaalf doelpunten.

## AC Sparta Praag
Miroslav Slepička verhuisde in het seizoen 2005/2006 naar de grootste club van Tsjechië, AC Sparta Praag. Daar kwam hij onder anderen samen te spelen met Karel Poborský, Jan Šimák en Tomáš Řepka. Meteen dat seizoen maakte hij zijn debuut op het allerhoogste niveau van het Europees voetbal, de Champions League. Ondanks dat hij in alle groepswedstrijden meespeelde, wist hij niet te voorkomen dat Sparta Praag vierde in groep B, met onder andere AFC Ajax, werd en zodoende vroegtijdig uitgeschakeld in het continentale voetbal. In het seizoen 2006/2007 werd Sparta voor het eerst kampioen van Tsjechië met Slepička in de selectie. Voor hem was dat jaar echter een drama. De aanvaller was namelijk het hele seizoen geblesseerd, waardoor hij niet tot spelen kwam en dus weinig mee kon delen in de kampioensvreugde. Alhoewel Slepička vanaf het seizoen 2007/2008 weer een basisspeler was, werd Sparta gedurende zijn aanwezigheid bij de club niet meer kampioen. Aan zijn periode bij de club uit de Tsjechische hoofdstad dankte hij wel een transfer naar het buitenland. Halverwege het seizoen 2008/2009 vertrok Miroslav Slepička namelijk naar Kroatië. Voor Sparta Praag speelde hij 55 competitiewedstrijden. Daarin kwam hij negentien keer tot scoren.

## Dinamo Zagreb
In de winterstop van het seizoen 2008/2009 maakte Miroslav Slepička de overstap van Sparta Praag naar de grootste Kroatische club. Het was namelijk Dinamo Zagreb dat de Tsjechische aanvaller overnam voor 1.6 miljoen euro. Bij de club uit de hoofdstad moest hij de aanvalslinie onder anderen gaan vormen met Mario Mandžukić, die dat seizoen topscoorder van de Kroatische competitie werd. Mede hierdoor werd Slepička met Dinamo kampioen met zes punten voorsprong op Hajduk Split. Zelf deed hij ook een duit in het kampioenszakje, omdat hij in de slechts negen wedstrijden die hij speelde, toch zes keer tot scoren kwam. Tegenwoordig speelt Miroslav Slepička nog steeds bij Dinamo Zagreb. Zo scoorde hij in de Europa League van het seizoen 2009/2010 het enige doelpunt in de 0-1 thuisnederlaag van RSC Anderlecht tegen de Kroatische club. Begin 2011 werd hij verhuurd aan SpVgg Greuther Fürth.

## Latere carrière
Van 2011 tot 2013 speelde hij wederom voor Sparta Praag waar hij echter vooral in het tweede team zou spelen. Na een half jaar zonder club gezeten te hebben, vond hij begin 2014 in 1. FK Příbram een nieuwe club. In augustus 2014 werd hij in de eerste ronde van de draft voor de Indian Super League bij Goa ingedeeld.

## Interlandcarrière
Als speler van Dinamo Zagreb maakte Miroslav Slepička zijn debuut voor het nationale elftal van Tsjechië op 10 september 2008. Als invaller voor Milan Baroš kwam hij in de 78ste minuut op het veld in de wedstrijd tegen zijn collega's van Noord-Ierland. Ook hij kon echter niet verhelpen dat er dat duel niet gescoord zou worden. Alhoewel hij daarna nog een interland zou spelen tegen Polen, werd hem sindsdien tot nog toe geen speeltijd meer gegund in het nationale team.

## Erelijst
- Gambrinus liga: 2002 (FC Slovan Liberec), 2007 (AC Sparta Praag)
- Beker van Tsjechië: 2007, 2008 (AC Sparta Praag)
- 1. Hrvatska Nogometna Liga: 2009 (Dinamo Zagreb)
- Beker van Kroatië: 2009 (Dinamo Zagreb)